# الديناميكة الدوائية للإستراديول
تتعلق الخصائص الدوائية للإستراديول، وهو دواء استروجيني وهرمون ستيرويدي يُنتج بشكل طبيعي، بديناميكياته وحركيته الدوائية وطرق إعطائه المختلفة.
الإستراديول هو مركب مطابق حيوي للإستروجين يُنتج بشكل طبيعي، أو ناهض لمستقبلات هرمون الإستروجين، المستهدَف الحيوي لهرمون الإستروجين مثل الإستراديول ذو التنشؤ الداخلي. نظرًا لنشاطه الإستروجيني، فإن الإستراديول يملك تأثيرات مضادة لموجهة الغدة التناسلية ويمكنه تثبيط الخصوبة ويمنع إنتاج الهرمون التناسلي لدى كل من النساء والرجال، يختلف الإستراديول عن المركبات الإستروجينية غير المطابقة حيويًا مثل البريمارين والإثينيل استراديول بنواحي مختلفة، مثل عواقب التحمل والسلامة الدوائية.
يمكن أخذ الإستراديول عن طريق الفم، أو تحت اللسان، أو على هيئة هلام أو لصاقه تُطبق على الجلد، أو من خلال المهبل، أو عن طريق الحقن العضلي أو الحقن تحت الجلد، أو من خلال زراعة غرسة في النسيج الدهني، من بين عدة طرق أخرى.

## تأثيراته في الجسم وعلى الدماغ
يتم التعبير عن مستقبلات الإستراديول على نطاق واسع في جميع أنحاء الجسم، بما في ذلك في الثدي والرحم والمهبل وغدة البروستات والنسيج الدهني والجلد والعظام والكبد والغدة النخامية، وتحت المهاد، وأماكن أخرى في مختلف أنحاء الدماغ. يمارس الإستراديول تأثيرات عديدة من خلال تفعيل مستقبلاته (بالإضافة إلى مستقبلات الإستراديول الغشائية)، وتتضمن هذه التأثيرات ما يلي:
- يعزز نمو ووظيفة وحماية الثديين والرحم والمهبل أثناء فترة البلوغ وما بعده.[6][7]
- يتواسط ترسب الدهون تحت الجلد لإعطاء الشكل الأنثوي، خاصة في الثديين والوركين والأرداف والفخذين.[8]
- يحافظ على صحة البشرة وسلامتها ومظهرها وترطيبها ويبطئ عملية شيخوخة الجلد.[9]
- ينتج عنه طفرة النمو وإغلاق المشاشية لدى كلا الجنسين خلال سن البلوغ، ويتواسط عملية توسيع الوركين لدى الإناث أثناء البلوغ، ويحافظ على الكثافة المعدنية للعظام لدى كلا الجنسين طوال الحياة.[10][11]
- تعديل التصنيع الكبدي للبروتين، مثل إنتاج الغلوبيولين المرتبط بالهرمونات الجنسية (إس إتش بي جي) والعديد من البروتينات الأخرى، مع ما يترتب على ذلك من تأثيرات على الجهاز القلبي الوعائي وغيره من الأجهزة المختلفة.
- يمارس ارتجاع سلبي على محور الوطاء - الغدة النخامية - الغدد التناسلية (محور إتش بّي جي) عن طريق كبح إنتاج الغونادوتروبينات الإف إس إتش والإل إتش من الغدة النخامية، وبالتالي تثبيط إنتاج الهرمونات الجنسية من الغدد التناسلية إضافةً إلى تثبيط الإباضة والخصوبة.[12][13]
- ينظم الجهاز المحرك الوعائي ودرجة حرارة الجسم عن طريق الوطاء، وبالتالي يمنع الهبات الساخنة.[14]
- ينظم عمل الدماغ، مع تأثيرات على المزاج والانفعالية والجنسانية، بالإضافة إلى المعرفة والذاكرة.[15]
- يؤثر على خطر الإصابة و / أو تطور السرطانات الحساسة للهرمونات بما في ذلك سرطان الثدي وسرطان البروستات وسرطان بطانة الرحم.[16]

كما وجد أن الإستروجين يزيد من إفراز الأوكسايتوسين ويزيد من التعبير عن مستقبلات الأوكسايتوسين في الدماغ. كما وُجد أن إعطاء جرعة واحدة من الإستراديول عند النساء، كافية لزيادة تركيز الأوكسيتوسين في الدوران الدموي.